# 해럴드 홀트 실종 사건

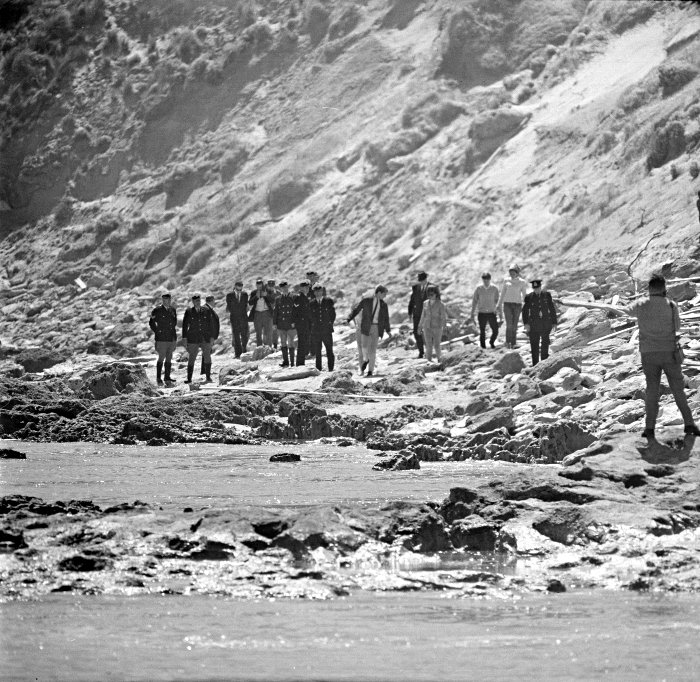
해럴드 홀트의 실종 이후 체비엇 해안을 방문한 수색대

해럴드 홀트 실종 사건은 1967년 12월 17일 오스트레일리아의 총리인 해럴드 홀트가 빅토리아주 포트시 인근에서 실종된 사건이다. 실종 이후 체비엇 해안에서 여러 차례 광범위한 수색이 전개되었으나 끝내 발견되지 않아 결국 법원으로부터 실종선고를 받게 되었고, 실종선고가 내려진 뒤 5일이 지나서 세계 각국의 지도자들이 애도를 표하였다.
홀트는 익사한 것으로 추정되었으나 홀트의 실종을 둘러싸고 많은 음모론이 제기되었는데, 대표적으로 중화인민공화국의 잠수사들이 데려갔다는 설이다.
홀트는 조셉 라이언즈, 존 커틴에 이어 재임 중 사망한 세 번째 오스트레일리아 총리가 되었으며, 홀트의 실종 이후 존 맥퀸이 임시 총리직을 맡게 되었고, 이후 1968년 오스트레일리아 자유당의 당 대표 선거에서 존 고턴이 당선되어 새로운 총리가 되었다.
실종 이후 해럴드 홀트 기념 수영 센터에서 홀트를 기념하고 있다.